# Jean Lepautre
Jean Lepautre (även Jean Le Pautre), född 28 juni 1618, död 2 februari 1682, var en fransk grafiker och gravör.

## Liv och verk
Lepautre började som lärling hos timmermannen och byggmästaren Adam Philippon, med vilken han reste till Rom 1640. Här visade han sin stora talang som tecknare. Han arbetade under lång tid för manufakturen Les Gobelins. Lepautre gjorde sig främst känd för sina omkring 2 000 etsningar med arkitektoniska eller ornamentala motiv, utförda efter egna eller andras modeller eller skisser och avsedda som förlagor för dekoratörer. Tillsammans med Jean Bérain utövade Lepautre med sina över hela Europa spridda ornamentstick stort inflytande på samtidens arkitektur och konstindustri. Lepautre är representerad vid bland annat Nationalmuseum i Stockholm.

## Karl X Gustavs begravningståg
För Sveriges del har han blivit känt för kopparsticket med motiv från Karl X Gustavs begravningståg den 4 november 1660 i Stockholm, som Jean Lepautre graverade efter en teckning av Erik Dahlbergh. Verket mäter 380 x 4 500 mm och trycktes med flera olika plåtar på 13 ark papper som klistrats ihop till en sammanhängande bildrulle. Varje ark är numrerat nedtill i vänster hörn. 
Verket återger en lång sorgeprocession som sträcker sig genom Stadsholmen, förbi Slottet Tre kronor och Stockholms ström där ett stort antal fartyg skjuter salut. I bakgrunden syns bland annat Blasieholmens och Skeppsholmens byggnader. Processionen går sedan över Järntorget och längs den nyanlagda Stora Nygatan ända fram till Riddarholmskyrkan och Riddarhuspalatset. På den ram som finns längs kopparstickets sidor och ovankant finns 58 svenska landskaps- och provinsvapen. På ramen längst ner återges några av processionens deltagare med namn. Ett exemplar finns på Livrustkammaren och en kolorerad variant på Stockholms stadsmuseum.